# Leichtathletik-Weltmeisterschaften 2011/Teilnehmer (Syrien)
| Goldmedaillen | Silbermedaillen | Bronzemedaillen |
| ------------- | --------------- | --------------- |
| —             | —               | —               |

Der syrische Leichtathletik-Verband stellte bei den Leichtathletik-Weltmeisterschaften 2011 im südkoreanischen Daegu einen Teilnehmer.

## Ergebnisse

### Männer

#### Sprung/Wurf
| Athlet            | Disziplin  | Qualifikation | Qualifikation | Finale             | Finale             |
| Athlet            | Disziplin  | Höhe          | Platz         | Höhe               | Platz              |
| ----------------- | ---------- | ------------- | ------------- | ------------------ | ------------------ |
| Majd Eddin Ghazal | Hochsprung | 2,21 m        | 23            | nicht qualifiziert | nicht qualifiziert |